# Jorge Claros
Jorge Aarón Claros Juárez (* 8. Januar 1986 in La Ceiba) ist ein honduranischer Fußballspieler. 

## Vereinskarriere
Jorge Claros spielte zunächst beim CD Vida und wechselte im Jahr 2005 zu CD Motagua. Im Januar 2012 flog Claros nach Schottland, um dort bei verschiedenen Vereinen ein Probetraining zu absolvieren – darunter auch bei den Glasgow Rangers und Hibernian Edinburgh. Bei den Hibs konnte dieser sich empfehlen und wechselte von CD Motagua auf Leihbasis nach Schottland. Mit dem Verein aus  Edinburgh konnte er in das Endspiel um den Schottischen Pokal einziehen.
Nach zwei Spielzeiten endete die Ausleihe Claros' an Hibernian Edinburgh, sodass Claros zu seinem Verein CD Motagua zurückkehrte, wo er bis heute unter Vertrag steht.

## Nationalmannschaft
Jorge Claros kam im Jahr 2006 zu seinem Debüt in der honduranischen Nationalmannschaft. Mit Honduras nahm er an zwei Turnieren teil, im Jahr 2007 beim Gold Cup sowie ein Jahr später 
bei Olympia in Peking. Am 8. Mai 2014 wurde er vom Trainer Luis Fernando Suárez in den Kader der Auswahl für die Weltmeisterschaft 2014 berufen.